# 梅察莫尔
40°08′34″N 44°06′59″E / 40.14278°N 44.11639°E
梅察莫尔（羅馬化：Metsamor）是亚美尼亚阿尔马维尔州的一座城镇。该市以梅察莫尔核电站闻名，该核电站是外高加索地区唯一的核电站。2011年人口9191人。

## 名称
该城镇名来自附近的梅察莫尔河，该河是阿胡良河的支流。字面上，“梅察莫尔”（Metsamor）由亚美尼亚语mets（մեծ）“伟大的”和mor（մոր）“母亲的”构成，后者为mayr（մայր）“母亲”的单数属格形式。字面上这个名字可能指圣母玛利亚。但据学者弗拉基米尔·米诺尔斯基，这个名字是“大沼泽”之意。

## 历史

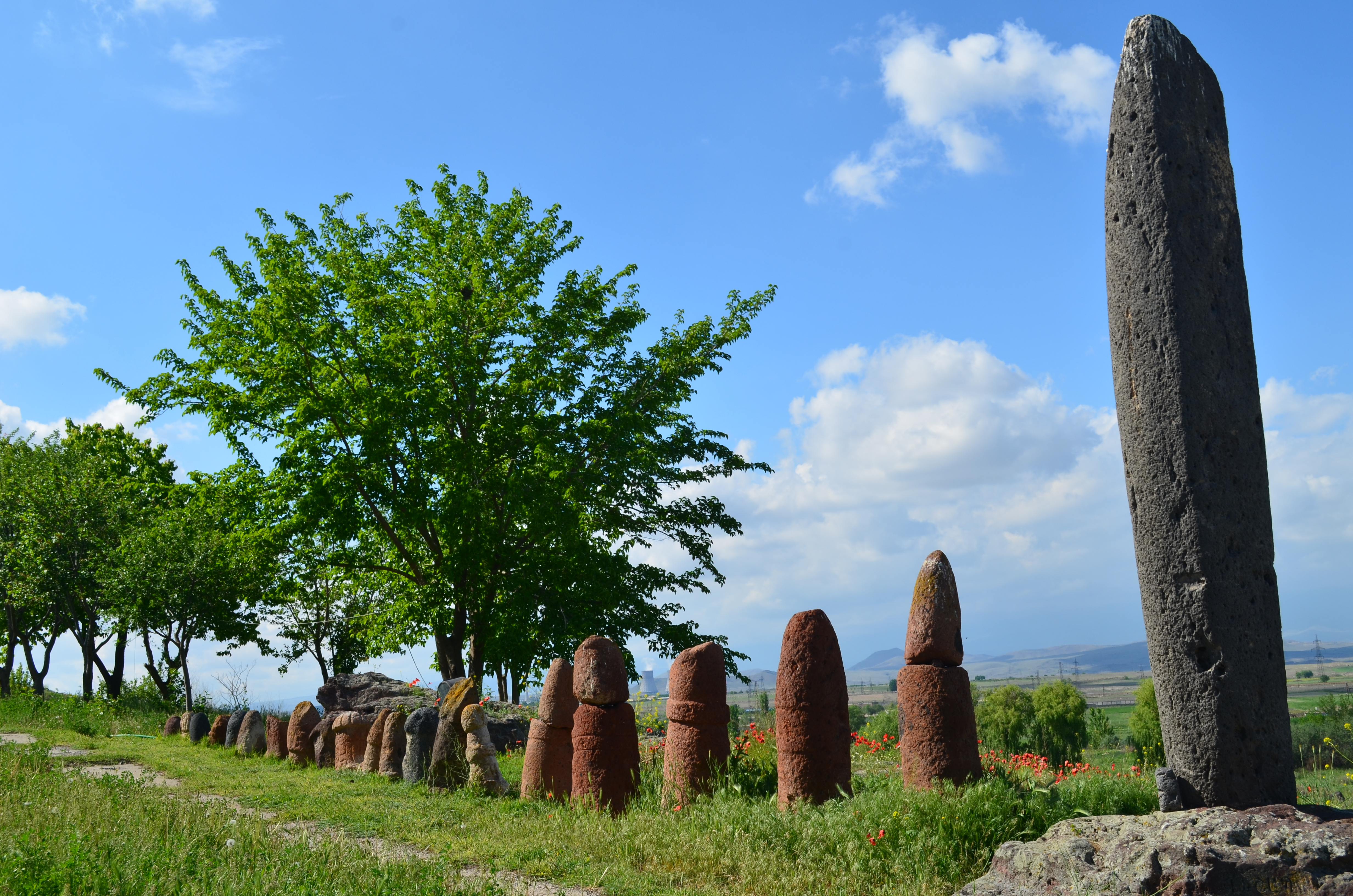
梅察莫尔遗址

该城镇虽然是1969年苏联时期为梅察莫尔核电站员工居住区而建造的，但1965年，位于今梅察莫尔镇东南约四公里处的塔罗尼克村（Taronik）进行了考古发掘，该遗址从公元前5000年左右至公元18世纪之间均有人类生活的痕迹。该遗址被称做梅察莫尔遗址，是亚美尼亚重要的考古遗址。当地建有一座梅察莫尔历史考古博物馆，于1968年开放。
梅察莫尔镇的总体规划和公共建筑是1967-1986年间由亚美尼亚建筑师马丁·米卡耶良负责领导规划的。